# 32. San-marinesisches Kabinett
Das 32. Kabinett regierte San Marino vom 27. Juli 2006 bis zum 27. November 2007. Es bestand aus Mitgliedern der Parteien Partito dei Socialisti e dei Democratici (PSD), Alleanza Popolare (AP) und Sinistra Unita (SU).
Die Regierung zerbrach an einem Streit um die Reform des Strafrechts. Die beiden Minister der SU traten am 23. Oktober 2007 zurück, woraufhin auch die übrigen Koalitionsparteien ihre Vertreter aus der Regierung zurückzogen.

## Liste der Minister
Die san-marinesische Verfassung kennt keinen Regierungschef, im diplomatischen Protokoll nimmt der Außenminister die Rolle des Regierungschefs ein.
| Amt         | Minister             | Partei | Amtszeit                          |
| ----------- | -------------------- | ------ | --------------------------------- |
| Auswärtiges | Fiorenzo Stolfi      | PSD    | 27. Juli 2006 – 27. November 2007 |
| Inneres     | Valeria Ciavatta     | AP     | 27. Juli 2006 – 27. November 2007 |
| Finanzen    | Stefano Macina       | PSD    | 27. Juli 2006 – 27. November 2007 |
| Bildung     | Francesca Michelotti | SU     | 27. Juli 2006 – 27. November 2007 |
| Gesundheit  | Fabio Berardi        | PSD    | 27. Juli 2006 – 27. November 2007 |
| Territorium | Marino Riccardi      | PSD    | 27. Juli 2006 – 27. November 2007 |
| Arbeit      | Antonello Bacciocchi | PSD    | 27. Juli 2006 – 27. November 2007 |
| Industrie   | Tito Masi            | AP     | 27. Juli 2006 – 27. November 2007 |
| Justiz      | Ivan Foschi          | SU     | 27. Juli 2006 – 27. November 2007 |
| Tourismus   | Paride Andreoli      | PSD    | 27. Juli 2006 – 27. November 2007 |

### Bemerkungen
1. ↑  Segretario di Stato per gli Affari Esteri, Affari Politici e la Programmazione Economica
2. ↑   Segretario di Stato per gli Affari Interni, la Protezione Civile e l’Attuazione del Programma
3. ↑  Segretario di Stato per le Finanze, il Bilancio, le Poste e i Rapporti con l’A.A.S.F.N.
4. ↑   Segretario di Stato per l’Istruzione e la Cultura,  l’Università e gli Affari Sociali
5. ↑  Segretario di Stato per la Sanità e la Sicurezza Sociale, la Previdenza e le Pari Opportunità
6. ↑  Segretario di Stato per il Territorio, l’Ambiente, l’Agricoltura e i Rapporti con l’Azienda Autonoma di Stato di Produzione
7. ↑  Segretario di Stato per il Lavoro, la Cooperazione e le Politiche Giovanili
8. ↑   Segretario di Stato per l’Industria, l’Artigianato, il Commercio, la Ricerca e i Rapporti con l’Azienda Autonoma per i Servizi Pubblici
9. ↑  Segretario di Stato per la Giustizia, i Rapporti con le Giunte di Castello, l’Informazine e la Pace
10. ↑  Segretario di Stato per il Turismo, lo Sport, le Telecommunicazioni, i Trasporti e la Cooperazine Economica